# 53è Festival Internacional de Cinema de Canes
El 53è Festival Internacional de Cinema de Canes es va dur a terme del 14 al 25 de maig de 2000. El director i guionista francès Luc Besson fou el president del Jurat. La Palma d'Or fou atorgada a la pel·lícula danesa Dancer in the Dark de Lars von Trier.
El festival va obrir amb Vatel, dirigida per Roland Joffé i va tancar amb Stardom, dirigida per Denys Arcand. Virginie Ledoyen va ser la mestressa de cerimònies.

## Jurat

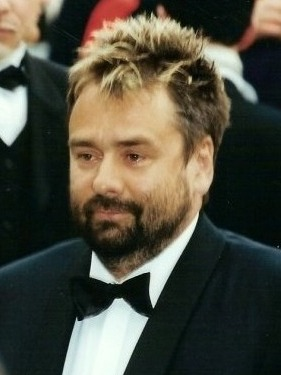
Luc Besson, president del jurat

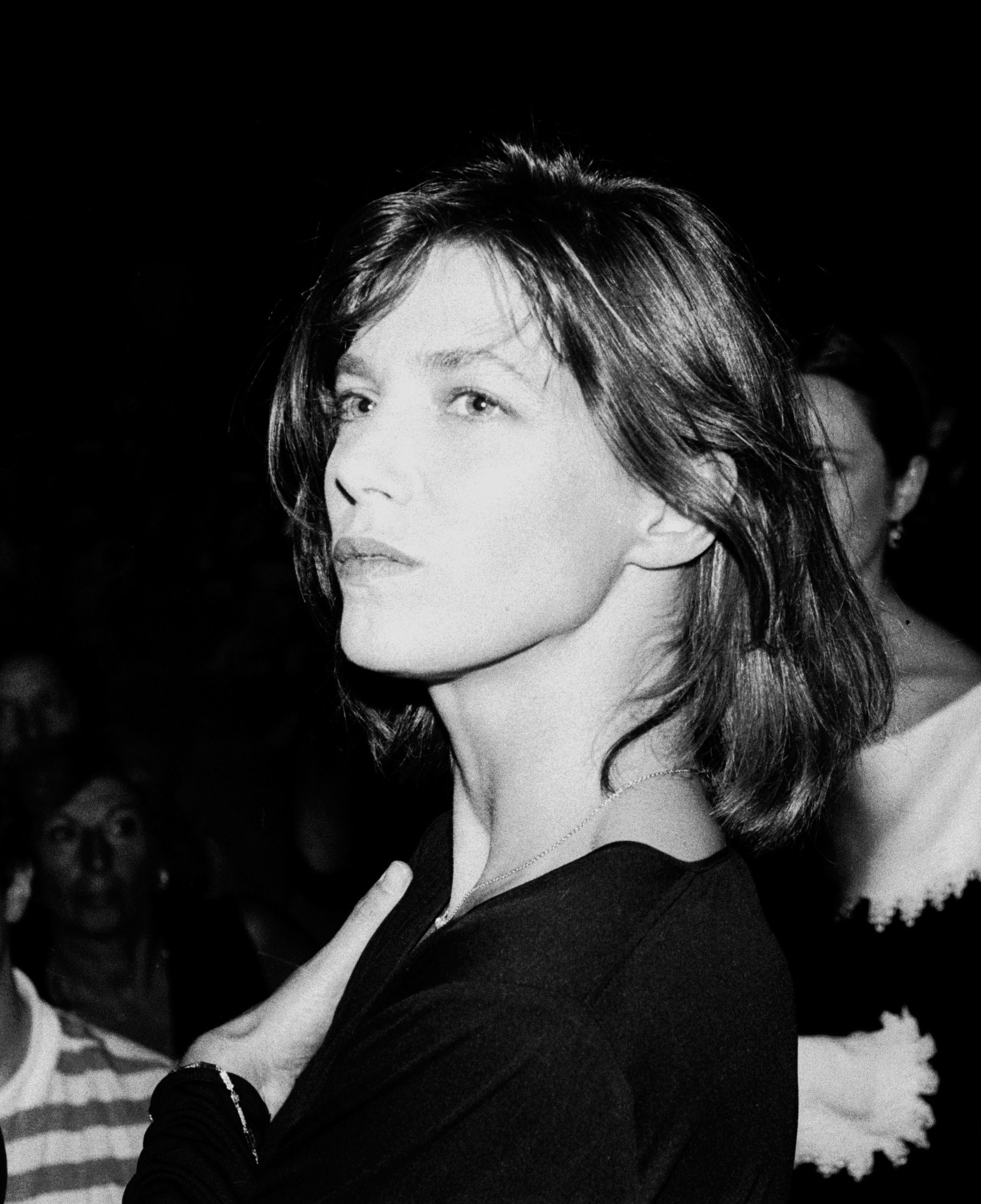
Jane Birkin, presidenta del jurat Un Certain Regard

### Competició principal
Les següents persones foren nomenades per formar part del jurat de la competició principal en l'edició de 2000:
- Luc Besson (França) President
- Jonathan Demme (Estats Units)
- Nicole Garcia (França)
- Jeremy Irons (Regne Unit)
- Mario Martone (Itàlia)
- Patrick Modiano (França)
- Arundhati Roy ([Índia)
- Aitana Sánchez-Gijón (Espanya)
- Kristin Scott Thomas (Regne Unit)
- Barbara Sukowa (Alemanya)

### Un Certain Regard
Les següents persones foren nomenades per formar part del jurat de la secció Un Certain Regard de 2000:
- Jane Birkin (actriu)
- Jan Schulz-Ojala
- José Maria Prado (Director de la Filmoteca Española)
- Marc Voinchet (crític)
- Marie-Noëlle Tranchant (crític)
- Noël Tinazzi (crític)

### Cinéfondation i curtmetratges
Les següents persones foren nomenades per formar part del jurat de la secció Cinéfondation i de la competició de curtmetratges:
- Jean-Pierre Dardenne i Luc Dardenne (directors) (Bèlgica) President
- Abderrahmane Sissako (director) (Mauritània)
- Claire Denis (director) (França)
- Francesca Comencini (director) (Itàlia)
- Mira Sorvino (actriu) (Estats Units)

### Càmera d'Or
Les següents persones foren nomenades per formar part del jurat de la Càmera d'Or de 2000:
- Otar Iosseliani (director) (Geòrgia) President
- Caroline VIe-Toussaint (periodista) (França)
- Céline Panzolini (cinèfil) (França)
- Eric Moulin (representant d'indústries tècniques) (França)
- Fabienne Bradfer (critic) (França)
- Martial Knaebel (critic) (Alemanya)
- Solveig Anspach (director) (França)
- Yorgos Arvanitis (cineasta) (Grècia)

## Selecció oficial

### En competició – pel·lícules
Les següents pel·lícules competiren per la Palma d'Or:
- Bread and Roses de Ken Loach
- Chunhyangdyun de Kwon-taek Im
- Code inconnu: Récit incomplet de divers voyages de Michael Haneke
- Dancer in the Dark de Lars von Trier
- Esther Kahn d'Arnaud Desplechin
- Estorvo de Ruy Guerra
- Fast Food Fast Women d'Amos Kollek
- Gohatto de Nagisa Oshima
- Guizi lai le de Jiang Wen
- Harry, un ami qui vous veut du bien de Dominik Moll
- In the Mood for Love de Wong Kar-wai
- Kippur d'Amos Gitai
- Les destinées sentimentales d'Olivier Assayas
- Nurse Betty de Neil LaBute
- O Brother, Where Art Thou? de Joel Coen
- Svadba de Pavel Lungin
- Sånger från andra våningen de Roy Andersson
- Takhté siah de Samira Makhmalbaf
- The Golden Bowl de James Ivory
- The Yards de James Gray
- Trolösa de Liv Ullmann
- Yi Yi d'Edward Yang
- Yurîka de Shinji Aoyama

### Un Certain Regard
Les següents pel·lícules foren seleccionades per competir a Un Certain Regard:
- Mùa hè chiều thẳng đứng de Tran Anh Hung
- Abschied - Brechts letzter Sommer de Jan Schütte
- Así es la vida d'Arturo Ripstein
- Capitães de Abril de Maria de Medeiros
- Djomeh de Hassan Yektapanah
- Eu tu eles d'Andrucha Waddington
- Famous de Griffin Dunne
- I Dreamed of Africa de Hugh Hudson
- Jacky de Brat Ljatifi, Fow Pyng Hu
- La Saison des hommes de Moufida Tlatli
- Le premier du nom de Sabine Franel
- Lista de espera de Juan Carlos Tabío
- Lost Killers de Dito Tsintsadze
- Nichiyobi wa Owaranai de Yōichirō Takahashi
- Virgin Stripped Bare by Her Bachelors de Hong Sang-soo
- Preferisco il rumore del mare de Mimmo Calopresti
- Saint-Cyr de Patricia Mazuy
- The King Is Alive de Kristian Levring
- Things You Can Tell Just by Looking at Her de Rodrigo García
- Tierra del fuego de Miguel Littín
- Wild Blue, notes à quelques voix de Thierry Knauff
- Woman on Top de Fina Torres

### Pel·lícules fora de competició
Les següents pel·lícules foren seleccionades per ser projectades fora de competició:
- A Conversation With Gregory Peck de Barbara Kopple
- Aprel de Otar Iosseliani
- Cecil B. Demented de John Waters
- Crouching Tiger, Hidden Dragon de Ang Lee
- Honest de David A. Stewart
- Les glaneurs et la glaneuse de Agnès Varda
- Mission to Mars de Brian De Palma
- Requiem for a Dream de Darren Aronofsky
- Stardom de Denys Arcand
- Under Suspicion de Stephen Hopkins
- Vatel de Roland Joffé

### Cinéfondation
Les següents pel·lícules foren seleccionades per ser projectades a la competició Cinéfondation:
- Ascension de Malgoska Szumowska (Polònia)
- Course de nuit de Chuyên Bui Thac (Vietnam)
- De janela pro cinema de Quia Rodrígues (Brasil)
- Dessert de (Kinu'ach) Amit Sakomski (Israel)
- Mi sas xefygei o dolofonos d'Anastas Haralampidis (Grècia)
- Five Feet High and Rising de Peter Sollett (Estats Units)
- Indien de Pernille Fischer Christensen (Dinamarca)
- Kiss It Up to God de Caran Hartsfield (Estats Units)
- Le vent souffle où il veut de Claire Doyon (França)
- Leben 1, 2, 3 de Michael Schorr (Alemanya)
- Nocturnal d'Anna Viduleja (Letònia)
- Respirar (Debaixo d'água) d'António Ferreira (Portugal)
- Shoot the Dog d'Ariko Kimura (Japó)

### Curtmetratges en competició
Els següents curtmetratges competien per Palma d'Or al millor curtmetratge:
- 3 Minutes d'Ana Luiza Azevedo
- Anino de Raymond Red- Guanyador de la Palma d'Or
- Des morceaux de ma femme de Frédéric Pelle
- Døren som ikke smakk de Jens Lien
- Mieux ou moins bien ? de Jocelyn Cammack
- S'Arretent d'Anthony Mullins

## Seccions paral·leles

### Setmana Internacional dels Crítics
Els següents llargmetratges van ser seleccionats per ser projectats per a la trenta novena Setmana de la Crítica (39e Semaine de la Critique):
Competició de pel·lícules
- Amores perros de Alejandro González Iñárritu (Mèxic)
- Hidden Whisper de Vivian Chang (Taiwan)
- Krámpack de Cesc Gay (Espanya)
- De l'histoire ancienne d'Orso Miret (França)
- Good Housekeeping de Frank Novak (Estats Units)
- Happy End de Jung Ji-woo (Corea del Sud)
- Les Autres filles de Caroline Vignal (França)

Competició de curtmetratges
- Faux contact d'Eric Jameux (França)
- To Be Continued... de Linus Tunström (Suècia)
- The Hat (Le Chapeau) de Michèle Cournoyer (Canada)
- Les méduses de Delphine Gleize (França)
- The Artist's Circle de Bruce Marchfelder (Canadà)
- Not I de Neil Jordan (Irlanda / U.K.)
- Le Dernier rêve d'Emmanuel Jespers (Bèlgica)

### Quinzena dels directors
Les següents pel·lícules foren exhibides en la Quinzena dels directors de 2000 (Quinzaine des Réalizateurs):
- 27 Missing Kisses de Nana Djordjadze
- L'Affaire Marcorelle de Serge Le Péron
- La Captive de Chantal Akerman
- Cuba Feliz de Karim Dridi
- Billy Elliot de Stephen Daldry
- Pane e tulipani de Silvio Soldini
- La Chambre obscure de Marie-Christine Questerbert
- Downtown 81 d'Edo Bertoglio
- En avant ! (director no acreditat, 60 min.)
- Faites comme si je n'étais pas là d'Olivier Jahan
- Koroshi de Masahiro Kobayashi
- Girlfight de Karyn Kusama
- Grüezi wohl Frau Stirnimaa de Sonja Wyss
- Jocelyne de Valérie Mréjen
- Le Secret de Virginie Wagon
- Lumumba de Raoul Peck
- Mallboy de Vincent Giarrusso
- Die Unberührbare d'Oskar Roehler
- Peppermint Candy de Lee Chang-dong
- Petite Chérie de Anne Villacèque
- Purely Belter de Mark Herman
- Shadow of the Vampire d'E. Elias Merhige
- Some Voices de Simon Cellan Jones
- 'Les fantômes des Trois Madeleine de Guylaine Dionne
- Zamani barayé masti asbha de Bahman Ghobadi
- Tout va bien, on s'en va de Claude Mouriéras
- Werckmeister Harmoniak de Béla Tarr

Curtmetratges
- A corps perdu de Isabelle Broué (França)
- C’est bien la société de Valérie Pavia (França)
- C'est pas si compliqué de Xavier De Choudens (França)
- Derailed - extract from Phœnix Tape de Christoph Girardet, Matthias Müller (Alemanya)
- Des larmes de sang de Valérie Mréjen (França)
- Elisabeth de Valérie Mréjen (França)
- Ferment de Tim Macmillan (Gran Bretanya)
- Flying Boys de Didier Seynave (Bèlgica)
- Furniture Poetry (and Other Rhymes for the Camera) de Paul Bush (Gran Bretanya)
- Ghost de Steve Hawley (Gran Bretanya)
- Grüezi Wohl Fraü Stirnimaa… o Malou möter Ingmar Bergman och Erland Josephson de Sonja Wyss (Suïssa – Països Baixos)
- Head Stand de Lisa Robinson (Estats Units)
- In Absentia de The Brothers Quay (Gran Bretanya)
- Jocelyne de Valérie Mréjen (França)
- La Brèche de Roland d'Arnaud & Jean-Marie Larrieu
- La Poire de Valérie Mréjen (França)
- La Pomme, la Figue et l'Amande de Joël Brisse
- La Vie heureuse de Valérie Pavia (França)
- Le mur de Faouzi Bensaïdi (França)
- Les Oiseaux en cage ne peuvent pas voler de Luis Briceño (França)
- Look at Me de Peter Stel (Països Baixos)
- Love is All d'Oliver Harrison (Gran Bretanya)
- L'Epouvantail o Pugalo d'Alexander Kott (Rússia)
- Collision Course de Roberval Duarte (Brasil)
- Rue Francis de François Vogel (França)
- Salam de Souad El-Bouhati (França)
- Still Life de Pekka Sassi (Finlàndia)
- The Morphology of Desire de Robert Arnold (Estats Units)

## Premis

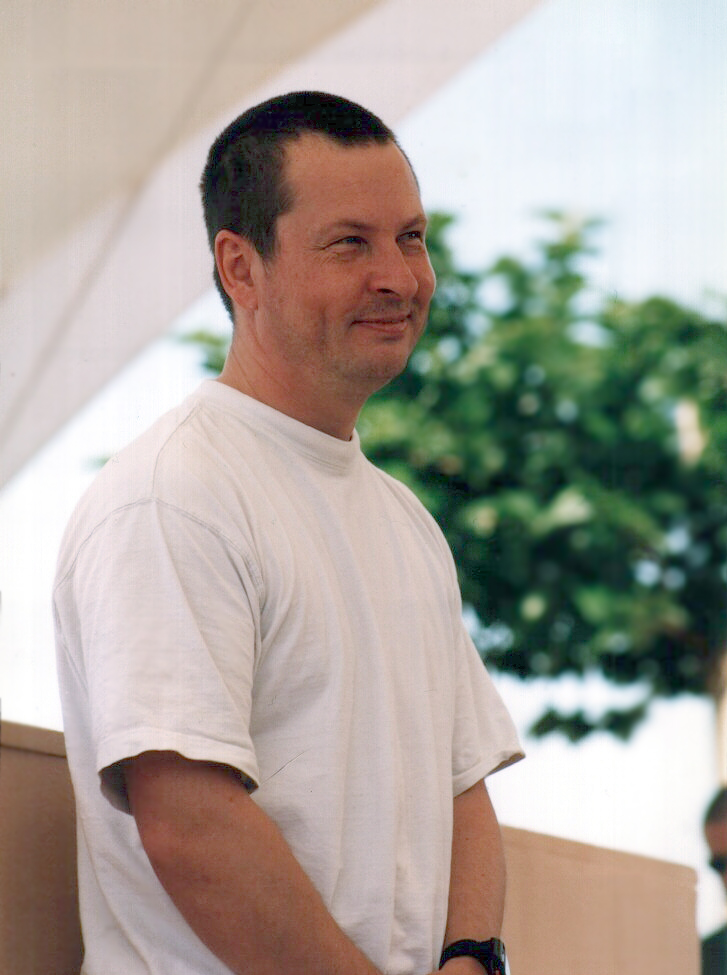
Lars Von Trier, guanyador de laPalma d'Or

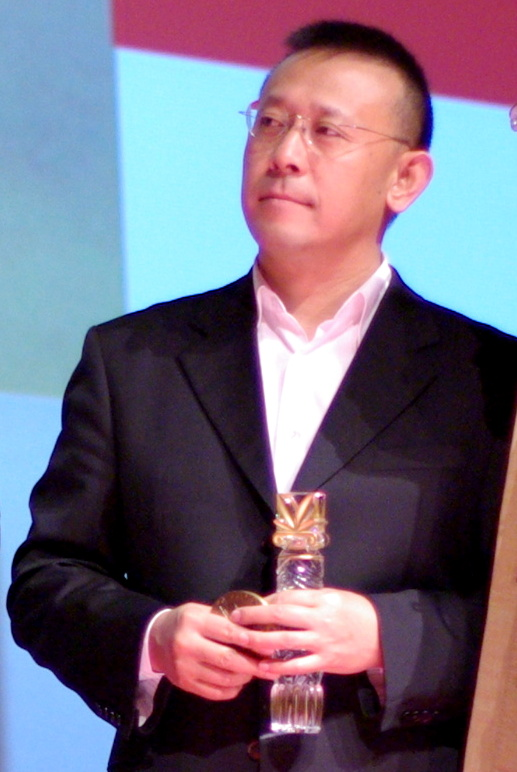
Jiang Wen, guanyador del Grand Prix

### Premis oficials
Els guardonats en les seccions oficials de 2000 foren:
En Competició
- Palma d'Or: Dancer in the Dark de Lars von Trier
- Grand Prix: Guizi lai le de Jiang Wen
- Millor director: Edward Yang per Yi Yi
- Millor guió: Nurse Betty de James Flamberg, John C. Richards
- Millor actriu: Björk per Dancer in the Dark
- Millor actor: Tony Leung Chiu Wai per Fa yeung nin wa
- Premi del Jurat: 
  - Sånger från andra våningen de Roy Andersson
  - Takhté siah de Samira Makhmalbaf

Un Certain Regard
- Un Certain Regard Award: Things You Can Tell Just by Looking at Her de Rodrigo García
- Un Certain Regard - Menció especial: Eu tu eles d'Andrucha Waddington

Cinéfondation
- Primer premi: Five Feet High and Rising de Peter Sollett
- Segon Premi: Kinu'ach d'Amit Sakomski i Kiss It Up to God de Caran Hartsfield
- Tercer Premi: Course de nuit de Chuyên Bui Thac i Indien de Pernille Fischer Christensen

Càmera d'Or
- Caméra d'Or:
  - Djomeh de Hassan Yektapanah
  - Zamani barayé masti asbha de Bahman Ghobadi

Curtmetratges
- Palma d'Or al millor curtmetratge: Anino de Raymond Red

### Premis independents
Premis FIPRESCI
- Yurîka de Shinji Aoyama (En Competició)
- Zamani barayé masti asbha de Bahman Ghobadi (Quinzena dels Directors)

Commission Supérieure Technique
- Gran Premi Tècnic: Christopher Doyle i Mark Lee Ping Bin (fotografia), William Chang (edició) a Fa yeung nin wa

Jurat Ecumènic
- Premi del Jurat Ecumènic: Yurîka de Shinji Aoyama

Premi de la Joventut
- Pel·lícula estrangera: Girlfight de Karyn Kusama
- Pel·lícula francesa: Saint-Cyr de Patricia Mazuy
- Premi especial: Krámpack de Cesc Gay

Premis en el marc de la Setmana Internacional de la Crítica
- Premi Canal+: To Be Continued... de Linus Tunström
- Premi dels Joves Crítics – Millor curt: Faux contact de Eric Jameux
- Premi dels Joves Crítics – Millor pel·lícula: Amores perros d'Alejandro González Iñárritu

Premis en el marc de la Quinzena dels Directors
- Premi Kodak al curtmetratge: Salam de Souad El-Bouhati
- Premi Kodak al curtmetratge - Menció especial C'est pas si compliqué de Xavier De Choudens
- Premi Gras Savoye: Le mur de Faouzi Bensaïdi

Association Prix François Chalais
- Premi François Chalais: Kippur d'Amos Gitai[18]

## Mèdia
- INA: Obertura del Festival de 2000 ((francès))
- INA: Llista de guanyadors del festival de 2000 i entrevistes ((francès))